# Mustafá Ali Kanso
Mustafá Ali Kanso foi um divulgador científico e escritor brasileiro de literatura fantástica e ficção científica.
De origem teuto-árabe, possuia o título de mestre em Engenharia de Produção pela Universidade Federal de Santa Catarina (UFSC); era ainda bacharel em Química e licenciado em Ciências e engenheiro químico. Participou, desde 2004, em diversas antologias de contos de literatura fantástica, destacando-se: Futuro presente (Record, 2009), Contos Imediatos (Terracota, 2009), Proibido Ler de Gravata (Editora Multifoco, 2010), Portal Fundação (Projeto Portal, 2009), Portal 2001 (Projeto Portal, 2010) e Portal Fahrenheit (Projeto Portal, 2010).
Em 2011, publicou uma coletânea de contos intitulada A Cor da Tempestade (Multifoco, 2011) prefaciada por André Carneiro (com segunda edição prefaciada por Ramiro Giroldo em 2015 ).
Harmonizando sua carreira de professor e palestrante  com a de escritor, publicou, a partir de 2004, textos literários e de divulgação científica, destacando-se a coluna "Hipercrônicas" no portal eletrônico Hypescience. Em 2015, escreveu o argumento da peça "A Nave dos Insensatos" a qual estreou em setembro do mesmo ano, tendo no elenco Jully Mar e Danilo Correa, sob direção de Mauro Zanatta .
O escritor faleceu no dia 26 de Julho de 2017, aos 57 anos, em São José dos Pinhais (PR).

## Prêmios
Foi premiado em 2004 com o primeiro lugar pelo conto "Propriedade Intelectual" e o sexto lugar pelo conto "A Teoria" (Singularis Verita) no II Concurso Nacional de Contos  promovido pela revista Scarium.

## Obras

### Antologias
- Futuro Presente (Record, 2009)
- Contos Imediatos (Terracota, 2009)
- Portal Fundação (Projeto Portal,2010)
- Portal Farenheit (Projeto Portal,2010)
- Proibido Ler de Gravata (Multifoco, 2010)
- A Cor da Tempestade  (Multifoco,2011)
- Sagas Volume 4 - Odisseia Espacial (Argonautas, 2012)
- Estranhas Histórias de Seres Normais (Illuminata, 2015)

### Ensaios, crônicas e artigos
- Projetando ambientes de Aprendizagem Hipermídia com Recursos da Inteligência Artificial (2001)[2]
- Oxigênio (2011) [9]
- Valetrônica (2012) [9]
- Transistores, Ciborgues e Imortalidade (2012 )[9]
- Gestão da Informação - Pilotando o Mar Bravio (2012) [9]
- Supermedicamentos com Pureza Enantiomérica (2012 [9]
- Os Limites da Ciência (2012) [9]

### Contos
- A Cor da Tempestade (Multifoco,2011)
- O mesmo sol que rompe os céus (Fragmentos,2016)